# Sant Antoni de la Granadella
Sant Antoni de la Granadella és una obra del municipi de la Granadella (Garrigues) inclosa en l'Inventari del Patrimoni Arquitectònic de Catalunya.

## Descripció
Es tracta d'una petita ermita molt reformada amb el pas del temps, el seu interior és barroc, avui enguixat i pintat de blanc amb el sòcol de formigó i el paviment de la nau de maons i el de l'altar, de formigó. Està coberta amb volta de canó i a l'absis, de creueria. Els espais entre els nervis hi ha policromia que imita carreus, un cel estelat, motllures arquitectòniques pintades segons el gust renaixentista i garlandes vegetals. A la clau de la volta s'hi pot llegir una inscripció (O.P./M.I./OA/NA/MIG). Darrere la imatge de la paret tocant just a la volta, veiem la data de 1594. També es conserven altres restes de policromia a una paret lateral, una mà i un braç en actitud de benedicció.
A l'exterior, en canvi, podem veure una portada neoclàssica, un campanar d'espadanya sobre la torre anterior i un pòrtic a manera de galilea que és un afegit contemporani. Està tot plegat arrebossat. No es té dubtes que l'actual església aprofita el que en devia quedar de l'anterior, més antiga.

## Història
Abans de la guerra civil (1936- 1939) hi havia tres retaules dedicats a St. Joan, St. Jaume i Sta. Maria Magdalena que es pensa que eren gòtics, del trecento barceloní, i concretament, del taller dels Bassa. Aquest fet provaria l'antiguitat del temple. Hi ha autors que han parlat d'una construcció romànica posteriorment reformada, avui es diu que podria datar-se al segle xiv.
A la portada hi ha dues sabates, símbol de la família Sabaté.
El 17 de gener se celebra la festa dels "quintos" i es convida a tothom a "llongaina" (llonganissa). Aquest mateix dia també es fa un aplec de carrosses que donen la volta per tota la població.